# رباط میان‌عرضی
رباط بین عرضی (به انگلیسی: Intertransverse ligament) رباطی است که زوائد عرضی دو مهره مجاور را در ستون فقرات به یکدیگر متصل می‌کند. بنابراین، این رباط‌ها همانند رباط‌های بین خاری و زرد (فلاوم) کوتاه هستند.